# 区 (波兰)
区（复数形式为dzielnice）是波兰的一种行政区划，设置于城市或城镇。区可以有民选的区议会（rada dzielnicy），华沙的区还设置有区长（burmistrz）一职。如同村和次分区一样，区属于辅助行政区划（jednostka pomocnicza），隶属于市镇，由市镇议会批准设立，本身不具有行政法人地位。
在波兰，很多城市并不管辖区，而是设置了若干次分区。区之下也可设立次分区。全国各大城市下辖区的数量差异极大：华沙和克拉科夫各有18个区，格丁尼亚和卡托维兹分别有22个，卢布林有27个，格但斯克多达34个，而什切青则仅管辖4个区。还有一些城市虽然已经撤销了区的行政机关，但原有的区仍然用于诸多场合，罗兹、弗罗茨瓦夫和波兹南就是这类城市的代表。
在非正式场合，“dzielnica”一词也可以指代城市中任意的一块区域。历史上，这一词也指代一个更大范围的地区，尤其是1138年以后波兰地区分裂出来的众多小国。